# Falka Klare
Falka Klare (* 2007 in Starnberg) ist eine deutsche Schauspielerin.

## Leben
Falka Klare wurde 2007 in Starnberg geboren, ihre Eltern sind das Schauspielpaar Felix Klare und Zora Thiessen. Klare ist eine Jugendschauspielerin, die bislang in den Filmen Alice im Weihnachtsland, Miliz! Der Film und Eine Liebe später sowie einer Episode der Fernsehreihe Polizeiruf 110 aufgetreten ist.

## Filmografie
- 2020: Tonio & Julia
- 2021: Alice im Weihnachtsland
- 2021: Miliz! Der Film
- 2022: Eine Liebe später
- 2024: Polizeiruf 110: Jenseits des Rechts